# Leerdam
Leerdam (nizozemsko: [leːrˈdɑm] ()) je mesto in nekdanja občina v zahodni Nizozemski, v provinci Utrecht. Občino so 1. januarja 2019 združili z občinama Vianen in Zederik. Ime nove občine je Vijfheerenlanden, ki je del province Utrecht. Nekdanja občina Leerdam je bila del province Južna Holandija.
Južno mejo mesta tvori reka Linge. Ime izvira iz jezu na reki Lede, ki je bila odcep od reke Linge proti Meerkerku. Leerdam se nahaja skoraj točno na sredini treh avtocest A2, A15 in A27.

## Zgodovina
Leerdam je prvič omenjen leta 1143 in je omenjen kot Ter Lede ali Ter Leede. Takrat je to bilo gospostvo gospodov Ledeških, iz katere izvira družina gospodov Arkelskih. Gospodje so ga imeli v lasti do leta 1305, nato pa je območje prešlo v roke gospodov Arkelskih. Leta 1382 je Leerdam prejel mestne pravice od Otona Arkelskega, drugič pa je prejel mestne pravice leta 1407 od Viljema VI. Holandskega.
Po Arkelskih vojnah  (1401–1412) je fevd Arkel rekvirirala Nizozemska. Leta 1428 je območje pridobila plemiška rodbina Egmontskih do sredine 15. stoletja, nato pa je prišla do hiše Orange-Nassau.
Majhna reka Linge, obrobljena s čudovitimi vodnimi travniki, določa vzdušje in ton pokrajine. Pred nekaj stoletji je bil Leerdam del domene Vijfheerenlanden, preden je bil leta 1498 povišan na raven grofije.
Leta 1551 je Leerdam skupaj z Acquoyjem postal last hiše Orange in del grofije Holandije.
Bogato zgodovino Leerdama je mogoče najti v dobro vzdrževanih zgodovinskih stavbah, kot so Grote Kerk (Velika cerkev), Hofje van Mevrouw van Aerden (Mrs. Almshouses Aerden, zdaj muzej), preostalo in obnovljeno mestno obzidje na Zuidwalu in Oude Raadhuis (stara mestna hiša).
V Južni Afriki je nizozemska vzhodnoindijska družba med letoma 1666 in 1679 zgradila utrdbo v obalnem mestu Cape Town. Imenuje se grad dobrega upanja. Vogali te utrdbe so dobili imena v čast Viljema Oranskega-Nassauskega in ker je bil Leerdam del hiše Orange-Nassau, se je eden od teh vogalov imenoval Leerdam.

## Steklarska industrija
Od 18. stoletja sta na kulturo mesta močno vplivali steklarska in lesna industrija. Steklo, ki ga trenutno proizvajajo v Leerdamu, je mednarodno znano kot Royal Leerdam ali (zlasti v zvezi z dizajnerskim steklom in stekleno umetnostjo) kot Royal Leerdam Crystal. Zaradi tega je Leerdam z Nacionalnim muzejem stekla, Steklarskim centrom (s svojimi pihaškimi in demonstracijskimi dejavnostmi) in več umetniškimi galerijami glavna turistična atrakcija na Nizozemskem.
Steklopihalci delajo v Steklarskem centru v Leerdamu, ki je odprt za javnost.

## Javni prevoz
Železniška postaja Leerdam se nahaja na železniški progi Elst–Dordrecht.

## Rojeni v Leerdamu
- Cornelis Pieter van den Hoek (1921–2015), uporniški borec med drugo svetovno vojno
- Jan van Houwelingen (1939–2013), politik
- Manon van Rooijen (rojena 1982), plavalka prostega sloga

## Fotogalerija
- Fotografija iz zraka v obdobju 1920-1940
- Trg pred mestno hišo s steklenimi kockami
- Nizozemski nacionalni muzej steklarstva
- Velika cerkev v Leerdamu
- Steklarski center
- Pristanišče
- Vodni stolp v Leerdamu
- Mlin na veter Ter Leede